# Serpentipora
Serpentipora is een monotypisch geslacht van mosdiertjes uit de familie van de Plagioeciidae en de orde Cyclostomatida. De wetenschappelijke naam ervan werd in 1976 voor het eerst geldig gepubliceerd door Brood.

## Soort
- Serpentipora africana Brood, 1976